# Boy Westerhof
 Boy Westerhof  nacido el 24 de octubre de 1985 es un tenista profesional neerlandés.

## Carrera
Su ranking más alto a nivel individual fue el puesto N.º 201, alcanzado el 27 de agosto de 2012. A nivel de dobles alcanzó el puesto N.º 132 el 8 de junio de 2015.
Participa principalmente en el circuito ATP Challenger Series y sobre todo en la modalidad de dobles. Ha ganado hasta el momento 6 títulos de esta categoría en dobles, todos junto a Antal van der Duim como pareja.

### 2007
Ganó sus dos primeros títulos de la categoría Challenger. Los dos títulos fueron junto a su compatriota Antal van der Duim y fueron los Challenger de Saransk en Rusia y el Challenger de Manerbio en Italia.

### 2012
Ganó el Challenger de Scheveningen disputado en su país, nuevamente junto a Antal van der Duim, derrotando en la final a la pareja australiano-germana	Rameez Junaid y Simon Stadler por 6-4, 5-7, 10-7.

### 2013
Este año sumó dos títulos más a su palmarés. Nuevamente los trofeos los obtuvo junto a Antal van der Duim y fueron el Challenger de Scheveningen por segunda vez y el Challenger de Alphen también disputado en los Países Bajos.

### 2014
Ganó por tercera vez el Challenger de Scheveningen cambiando en esta ocasión de pareja. Disputó el torneo junto a su compatriota Matwé Middelkoop y derrotaron en la final a la pareja constituida por el austríaco Martin Fischer y el neerlandés Jesse Huta Galung por 6-4, 3-6, 10-6.

## Títulos; 7 (0 + 7)
| Leyenda                        | Individuales | Dobles |
| ------------------------------ | ------------ | ------ |
| Grand Slam (tenis)\|Grand Slam | 0            | 0      |
| ATP World Tour Finals          | 0            | 0      |
| ATP World Tour Masters 1000    | 0            | 0      |
| ATP World Tour 500 Series      | 0            | 0      |
| ATP World Tour 250 Series      | 0            | 0      |
| ATP Challenger Series          | 0            | 7      |

### Dobles
| No. | Fecha      | Torneo                         | Superficie | Pareja             | Rival en la final                  | Resultado       |
| --- | ---------- | ------------------------------ | ---------- | ------------------ | ---------------------------------- | --------------- |
| 1.  | 05.08.2007 | Challenger de Saransk          | Tierra     | Antal van der Duim | Alexey Kedryuk Uros Vico           | 2-6, 7-63, 11-9 |
| 2.  | 26.08.2007 | Challenger de Manerbio         | Tierra     | Antal van der Duim | Frederico Gil Alberto Martín       | 7-6, 3-6, 10-8  |
| 3.  | 15.07.2012 | Challenger de Scheveningen (1) | Tierra     | Antal van der Duim | Rameez Junaid Simon Stadler        | 6-4, 5-7, 10-7  |
| 4.  | 14.07.2013 | Challenger de Scheveningen (2) | Tierra     | Antal van der Duim | Gero Kretschmer Alexander Satschko | 6–3, 6-3        |
| 5.  | 11.09.2013 | Challenger de Alphen (1)       | Tierra     | Antal van der Duim | Simon Greul Wesley Koolhof         | 4-6, 6-3, 12-10 |
| 6.  | 13.07.2014 | Challenger de Scheveningen (3) | Tierra     | Matwé Middelkoop   | Martin Fischer Jesse Huta Galung   | 6-4, 3-6, 10-6  |
| 7.  | 06.09.2014 | Challenger de Alphen (2)       | Tierra     | Antal van der Duim | Rubén Ramírez Hidalgo Matteo Viola | 6-3, 6-1        |